# Кафява хиена
Кафявата хиена (Parahyaena brunnea) е вид бозайник от семейство Хиенови (Hyaenidae). Видът е почти застрашен от изчезване.

## Разпространение и местообитание
Разпространен е в Ангола, Ботсвана, Зимбабве, Намибия и Южна Африка.

## Описание
Кафявата хиена има променлива височина между 70 и 86 сантиметра в холката, с тегло между 35 и 50 килограма. Дължината на тялото е средно 144 см с обхват от 130 – 160 см. Опашката е дълга 25 – 35 см. Няма големи разлики между половете, въпреки че мъжките могат да бъдат малко по-големи, поради което е трудно да се разграничи по принцип дали даден екземпляр е мъжки или женски. Тъмнокафявата му козина е дълга и сплъстена, особено на гърба и опашката, докато на главата има сивкав оттенък. Тесните им крака обикновено имат сиви и тъмни почти черни ивици. Подобно на другите видове хиени, той има много здрава челюст, способна да чупи и смачква костите, капацитет, който губи с напредване на възрастта поради влошаване на зъбите. Различава се от петнистата хиена с по-силен череп.